# Eurosam

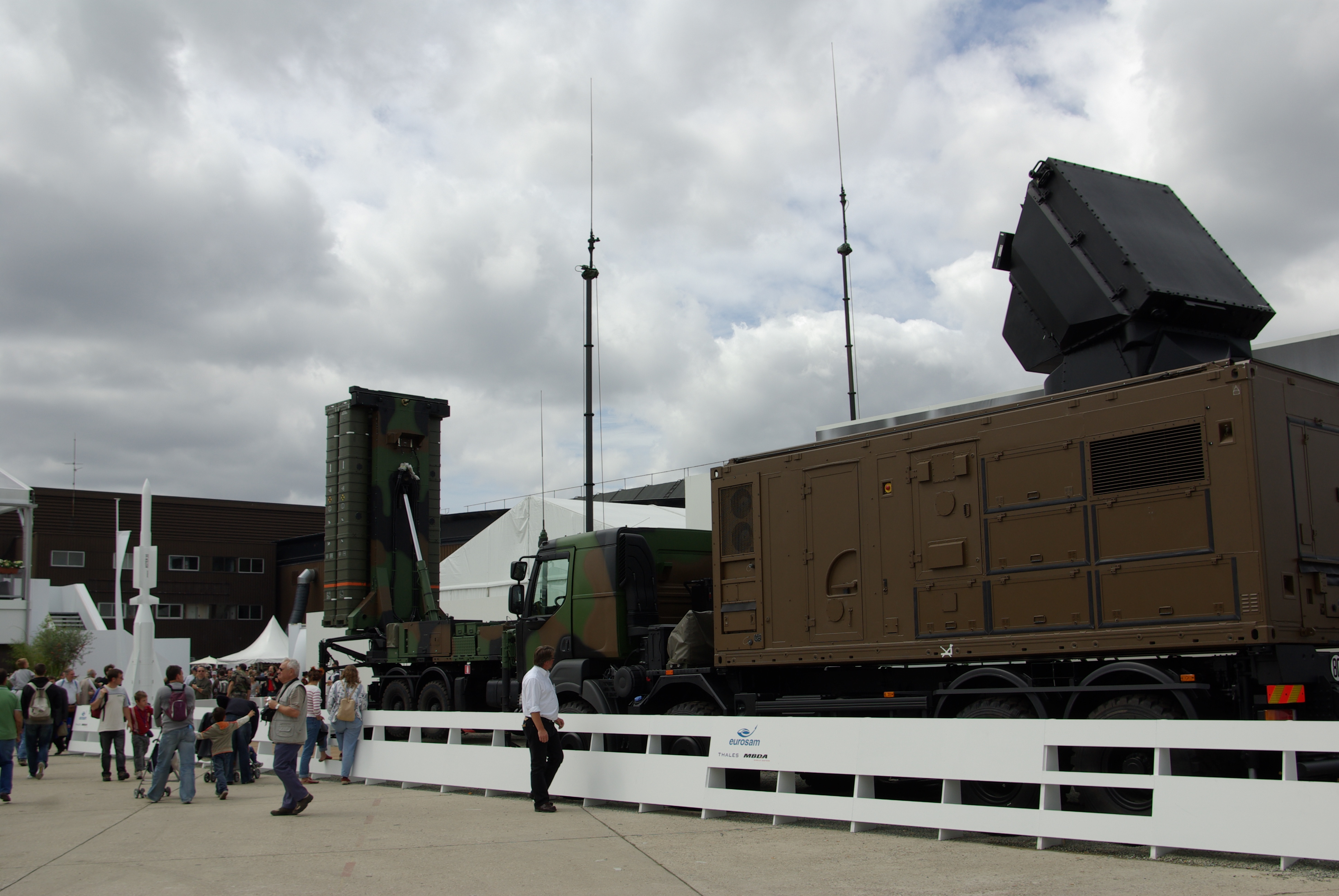
Sistema Eurosam

Eurosam GIE es un fabricante europeo de misiles antiaéreos. Las sedes de la empresa están en Le Plessis-Robinson, al sur de París, y en Roma.
Eurosam se estableció en junio de 1989 para el desarrollo de los misiles Famille de missiles Sol-Air Futurs (Futuro de misiles de la familia superficie-aire de o FSAF). Eurosam fue inicialmente una empresa conjunta entre Aerospatiale, Alenia y Thomson-CSF. Ahora Aérospatiale es una parte de MBDA (más precisamente de la rama francesa de MBDA), y misiles y sistemas de misiles de Alenia cuyas actividades son de la rama de la familia italiana de MBDA. Thomson CSF es ahora el grupo Thales. Así Eurosam es propiedad de MBDA Francia e Italia (66%) y Thales Group (33%).
Como fue previsto originalmente en el contrato para la Fase 1 (firmado en mayo de 1990) la FSAF implicó el uso de los misiles Aster 15 y Aster 30 en las siguientes aplicaciones:
- SAAM (Système Anti-Air Missile) autodefensa naval
  - SAAM-FR - Utilizando el Aster 15 en portaaviones Charles De Gaulle
  - SAAM-IT - Utilizando el Aster 15 en el Cavour
- SAMP/T (Sol-Air Moyenne Portée Terrestre) o Sistema de Misiles tierra-aire de medio alcance
  - Uso de misiles Aster 30 en baterías y en el radar Arabel.
- SAMP/T NG (Nueva Generación)
  - Radar Kronos GMHP de Leonardo o Ground Fire 300 de Thales.[1]

En marzo de 1998 Arabia Saudita firmó un contrato para el sistema SAAM (Aster 15,) para ser instalado en sus fragatas DCN de la clase Al Riyadh.
En agosto de 1999 FSAF se amplió para incluir PAAMS, el principal sistema de Misiles anti-aire. PAAMS utiliza misiles tanto Aster 15 y Aster 30 para la autodefensa, la defensa de área local y la defensa de largo alcance. PAAMS es dirigido por EUROPAAMS, una empresa conjunta entre Eurosam (66%) y UKAMS filial MBDA (33%). MBDA también posee el 66% de Eurosam, en efecto, que supone una cuota del 77% del proyecto. MBDA es propiedad de BAE, EADS y Finnmeccanica PAAMS que se va a desplegar en las 4 fragatas franco/italianas Horizon y 6 destructores británicos Tipo 45.

## Características
Propulsor: 	
-Cohete de combustible sólido
Techo de vuelo: 	
- 13 km (Aster 15)
- 20 km (Aster 30)
Profundidad máxima: 	
- 1.7–30 km (Aster 15)
- 3–120 km (Aster 30)
- 150 km (Aster 30 Block 1NT)
Velocidad máxima:	
- Mach 3 (1.000 m/s) (Aster 15)
- Mach 4.5 (1.400 m/s) (Aster 30)
Sistema de guía: 
- Radio guiado/Activo
Plataforma de lanzamiento: 
- Semirremolque
- Barco
- Silo de misiles
Transporte: 
-Ruedas y orugas

### Desarrollos relacionados
Aster (misil)

### Sistemas similares
- MIM-104 Patriot
- HQ-9
- M-SAM Cheolmae-2
- S-300
- AAD